# سلطنة مالوا
كانت سلطنة مالوا مملكة في أواخر العصور الوسطى أسسها ديلاوار خان غوري، يُحتمل أنها من أصل بشتون كانت قائمة في منطقة مالوا في ولاية ماديا براديش الحالية في الهند في 1392-1562.